# إليسا ليونيدا زامفيريسكو
إليسا ليونيدا زامفيريسكو (بالرومانية: Elisa Leonida Zamfirescu) (من مواليد 10 نوفمبر عام 1887 - وتُوفيت في 25 نوفمبر عام 1973) هي واحدة من أول المهندسات في العالم.

## حياتها المبكرة وتعليمها
وُلدت زامفيريسكو في (غالاتس)، رومانيا في 10 نوفمبر، 1887. كان والدها أتناسي ليونيدا يعمل كضابط مهني بينما كانت والدتها ماتيلدا غيل ابنة مهندس فرنسي الأصل، وشقيقها هو المهندس ديمتري ليونيدا.
بسبب التحامل ضد النساء في العلوم، رفضت مدرسة الجسور والطرق في بوخارست طلب ليونيدا للاتحاق بها. في عام 1909 تم قبولها في الأكاديمية الملكية للتكنولوجيا في برلين، شارلوتنبورغ. تخرّجت إليسا في عام 1912، مع شهادة في الهندسة. يُزعم أن زامفيرسكو هي أول مهندسة في العالم، لكن المهندسة الأيرلندية أليس بيري تخرجت قبلها بست سنوات في عام 1906.

## حياتها المهنية
عند عودتها إلى رومانيا، عملت زامفيريسكو كمساعدة في المعهد الجيولوجي في رومانيا. وخلال الحرب العالمية الأولى، انضمت إلى الصليب الأحمر، حيث التقت في هذا الوقت وتزوجت من الكيميائي قسطنطين زامفيريسكو، شقيق الكاتب دويليو زاميفريسكو.
بعد الحرب، عادت زاميفريسكو إلى المعهد الجيولوجي. وقادت العديد من مختبرات الجيولوجيا وشاركت في العديد من الدراسات الميدانية، بما في ذلك بعض المصادر التي حددت موارد جديدة من الفحم، والصخر الزيتي، والغاز الطبيعي، والكروم، والبوكسيت والنحاس. كما قامت زامفيريسكو بتدريس الفيزياء والكيمياء.

## تقاعدها ووفاتها
تقاعدت زمفيسكو في عام 1963، وعمرها 75 عامًا، وتُوفيت عن عمر يناهز 86 عامًا في 25 نوفمبر 1973.

## الأوسمة والجوائز
كانت زاميفريسكو أول امرأة تحصل على عضوية الجمعية العامة للمهندسين الرومانيين.
يحمل شارع في القطاع 1 من بوخارست اسمها.